# Excoecaria confertiflora
Excoecaria confertiflora är en törelväxtart som beskrevs av Albert Charles Smith. Excoecaria confertiflora ingår i släktet Excoecaria och familjen törelväxter. Inga underarter finns listade i Catalogue of Life.